# Baudenkmale Mainzer Straße 15 bis 19 (Berlin)
Die vier Wohnmiethäuser Mainzer Straße 16, Mainzer Straße 17, Mainzer Straße 18 und Mainzer Straße 19 sowie ein Gewerbebau in der Mainzer Straße 15 im Berliner Bezirk Friedrichshain-Kreuzberg im Ortsteil Friedrichshain stehen als Ensemble unter Denkmalschutz. Sie wurden alle Ende des 19. und Anfang des 20. Jahrhunderts errichtet.

## Lage
Die Wohnmiethäuser stehen auf dem südlichen Abschnitt der Ostseite der Mainzer Straße und bilden mit der Scharnweberstraße, der Colbestraße und der Boxhagener Straße einen geschlossenen Baublock.
(Lage)

## Geschichte

### Überblick

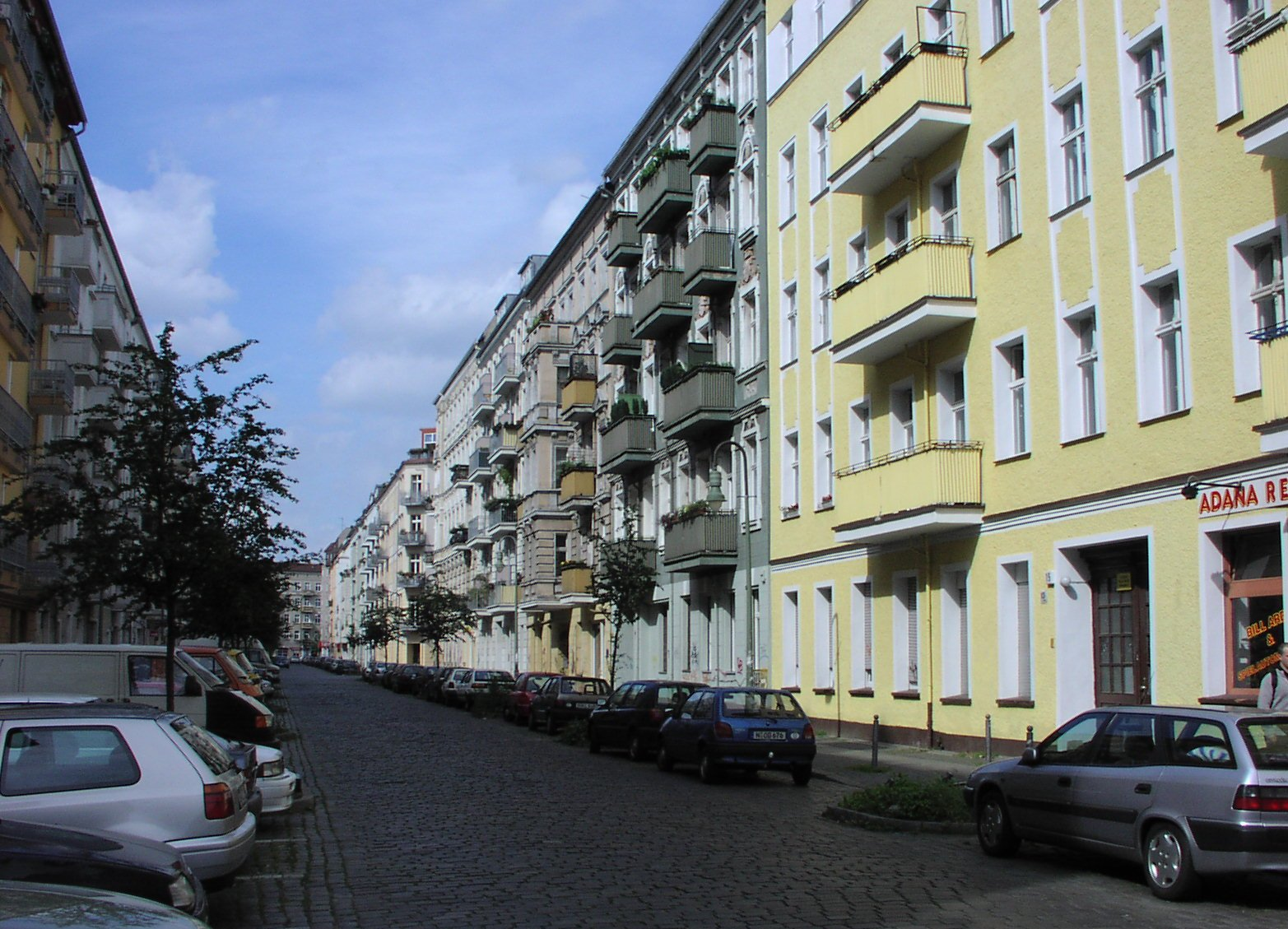
Mainzer Straße, Ostseite – Häuser zwischen Hausnummer 15 (Vordergrund) und der Frankfurter Allee, unterbrochen durch die Scharnweberstraße (Berliner Ecke), Jahr 2002

Die mehrgeschossigen Wohnmiethäuser entstanden fast alle in den 1890er Jahren im Zusammenhang mit dem schnellen Wachstum der Zahl der Einwohner Berlins und der raschen Industrialisierung am Stadtrand. Für die neu zugezogenen Arbeiter und ihre Familien waren schnell und preisgünstig Wohnmöglichkeiten zu schaffen. So begannen auf weitgehend freien Flächen bald zu Reichtum gelangte Handwerker und Kaufleute auf eigene Kosten Miethäuser zu errichten, die sie selbst bewohnen aber auch durch Vermietung die Ausgaben rasch wieder hereinholen wollten. An der damaligen östlichen Grenze von Alt-Berlin im Vorort Boxhagen-Rummelsburg bot sich die Bebauung an, die gerade angelegten Straßen bekamen auf Basis des Bebauungsplan vorläufige Namen, so hieß die Mainzer Straße bis um 1895 Straße 19, Abt. XIV. Käufer des Baulandes und Investoren fanden sich bald.
Zwischen 1895 und 1900 entstanden auf diese Weise ganze Häuserzeilen neu, deren einzelne Aufgänge von jeweils anderen Bauherren in Auftrag gegeben wurden. Trotzdem wurden fast einheitliche Bauhöhen realisiert und eine gerade Baufluchtlinie wurde eingehalten.
In den nächsten Jahrzehnten gab es immer wieder Eigentümerwechsel und in der DDR-Zeit standen die Bauten unter kommunaler Verwaltung, ihr Erhalt bereitete zunehmend finanzielle Probleme.
Als nach dem Mauerfall, in den Jahren 1990 und 1991 die Hausbesetzer in dieser Straße leere Wohnungen okkupierten, waren auch die hier dargestellten Miethäuser darunter.
Nach Räumung durch die Polizei mit großer Randale und anschließender Re-Privatisierung der Immobilien wurden sie nach alten Vorlagen restauriert und unter Denkmalschutz gestellt. Heute sind alle Häuser dieser Straße saniert, modernisiert und begehrte Wohnadressen.

### Mainzer Straße 15 / Boxhagener Straße 95 bis 98

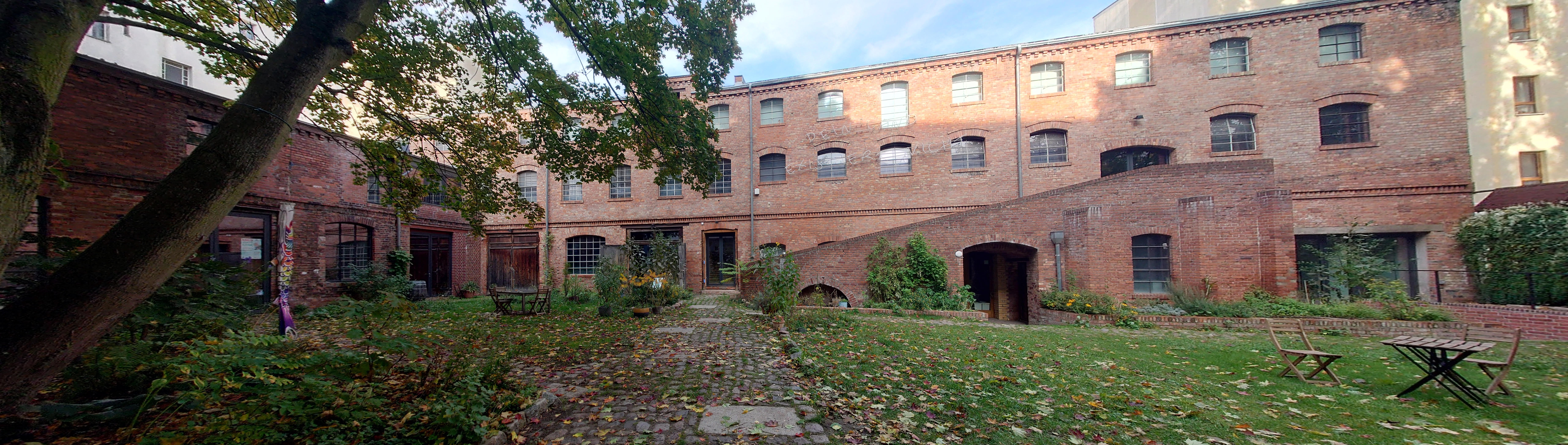
Gewerbebauten auf dem Hof
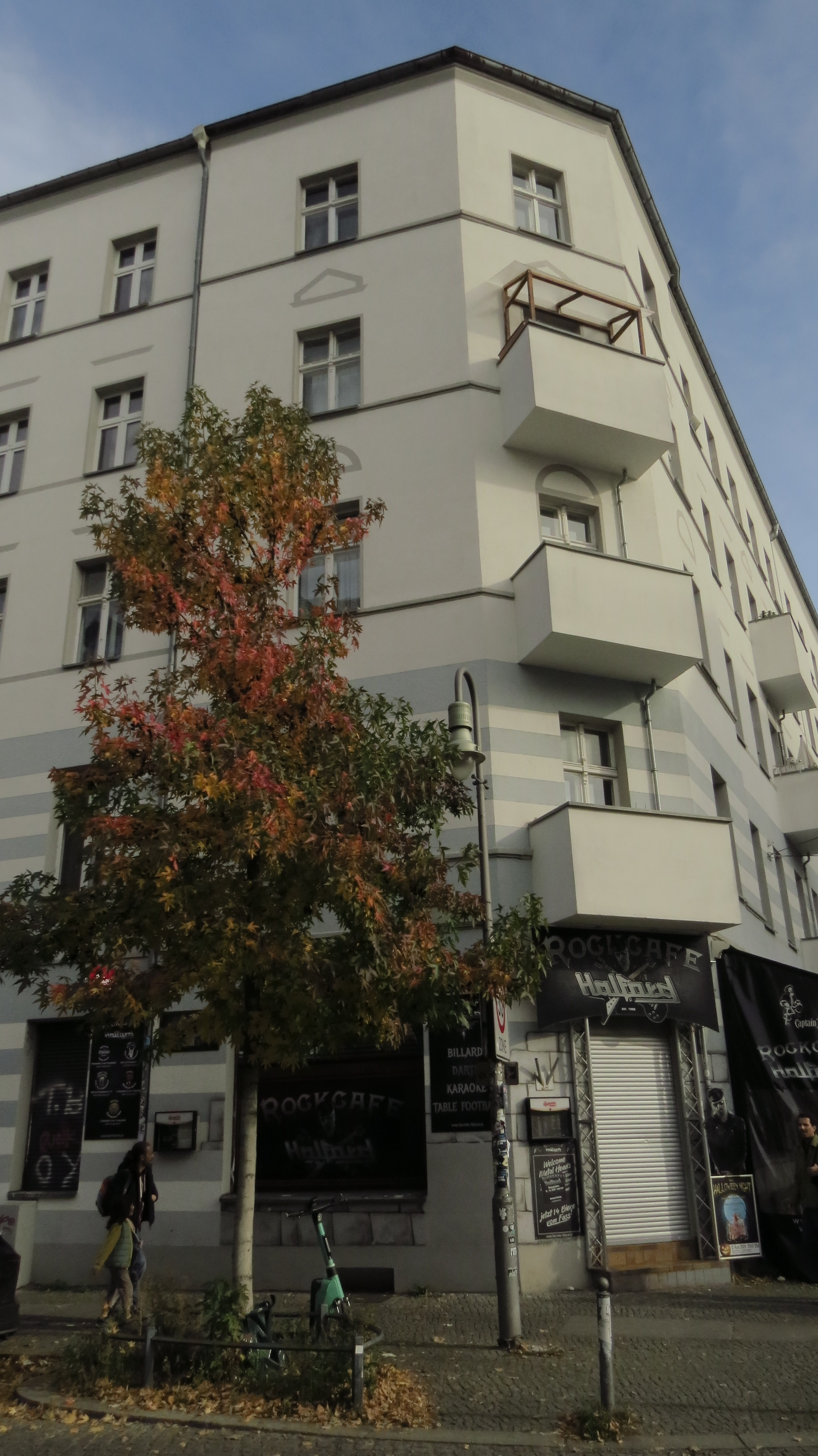
Eckgebäude Mainer Str. 15 / Boxhagener Str. 98

Es handelt sich um die Eckbebauung Mainzer Straße 15 / Boxhagener Straß. Auf dem Hof entstanden 1895 ein Stall von Otto Magnus und 1904 ein Lagerhaus nach Plänen von Wilhelm Schrader. Für die NS-Zeit (1943) enthält das Adressbuch folgende Informationen: Eigentümer ist nun der Rittergutsbesitzer O. Matzkuhn, in den Bauflügeln sind 35 Bewohnerfamilien aufgeführt.
Im Jahr 1969 hatte hier die Abteilung Dekorationsleistungen vom Dienstleistungsbetrieb Berlin VE ihren Sitz und Lagerräume. Diese Einrichtung war 1984 ebenfalls noch Nutzer in den Räumen, die Abteilung hatte sich aber in Innendekoration umbenannt. – Die Gewerbebauten unter der Adresse Boxhagener Str. 96 dienten in der DDR als Lager und später auch einem Antiquitätenhandel.
Außerdem befand sich zwischen den 1960er Jahren und bis mindestens 1991 die Werkstatt eines Dachdeckermeisters im ehemaligen Stall.
Nur die erhaltenen Hofgebäude sind als Baudenkmale eingestuft, das Vorderhaus erfuhr zu starke Veränderungen, vor allem Vereinfachungen. Die Hofbauten werden von der Einrichtung Freiraum in der Box genutzt. Dabei handelt es sich um einen von der Architektin Carolina Mojito, der Politikerin Antje Vollmer sowie weiteren Persönlichkeiten begründeten Ort, in welchem Künstler-Ateliers und ein Lab des Zusammenlebens, Lernens und Arbeitens entstanden und im Jahr 2021 der Co-Creation Space eröffnet wurde.
Hier im Parterre des Eckhauses hat sich im Jahr 1994 das Rockcafé Halford etabliert, das seinen Eingang direkt in der abgeschrägten Ecke (Berliner Ecke) hat und erst abends öffnet.
Von den ursprünglichen Putzverzierungen der Fassade ist im Lauf der Jahrzehnte nichts mehr erhalten. Direkt auf dem neuen frischen Fassadenputz deuten lediglich aufgemalte giebelförmige Dreiecke und Halbrundbögen über den Fensterreihen der dritten und vierten Etage den historischen Bauschmuck an. Im Parterrebereich und bis über die erste Etage bilden beige und zart graugrüne Querstreifen etwas Abwechslung für die Fassade. Die Fenster sind bei den Renovierungen denkmalgerecht hergerichtet worden. Die hölzernen zweiflügeligen Hauseingangstüren, die auch zum Hof hinausführen, sind in ursprünglicher Form ebenfalls erhalten oder nachgearbeitet worden.
(Lage)

### Mainzer Straße 16
Das Gebäude ist ein achtachsiges Miethaus mit straßenseitigen Balkons in der zweiten bis vierten Etage. Der Entwurf stammt vom Architekten und Maurer J. Wilck, gebaut wurde von 1898 bis 1900.
Auf dem Hof entstanden außerdem eine Schmiede, ein Stall und eine dreigeschossige Etagenfabrik für Fritz Drews, der Inhaber der Muttern-, Schrauben- und Schraubstollenfabrik Bertz und Schlenkert war.
Für die NS-Zeit (1943) gibt das Adressbuch folgende Informationen: Inhaberin der Immobilie ist eine Frau D. Koltermann aus Brandenburg an der Havel, 22 Bewohnerfamilien sind aufgeführt.
An dieser Fassade wurden nach der Reprivatisierung im Rahmen der Renovierung nach 1990 vom Eigentümer durch dezente Farbgebung graugrüne, hellockerfarbene und weiße Umrandungen der Fenster etwas mehr vom historischen Aussehen wieder hergestellt. Die ebenfalls zweiflügelige Eingangstür weist Schnitzereien im Jugendstil auf.

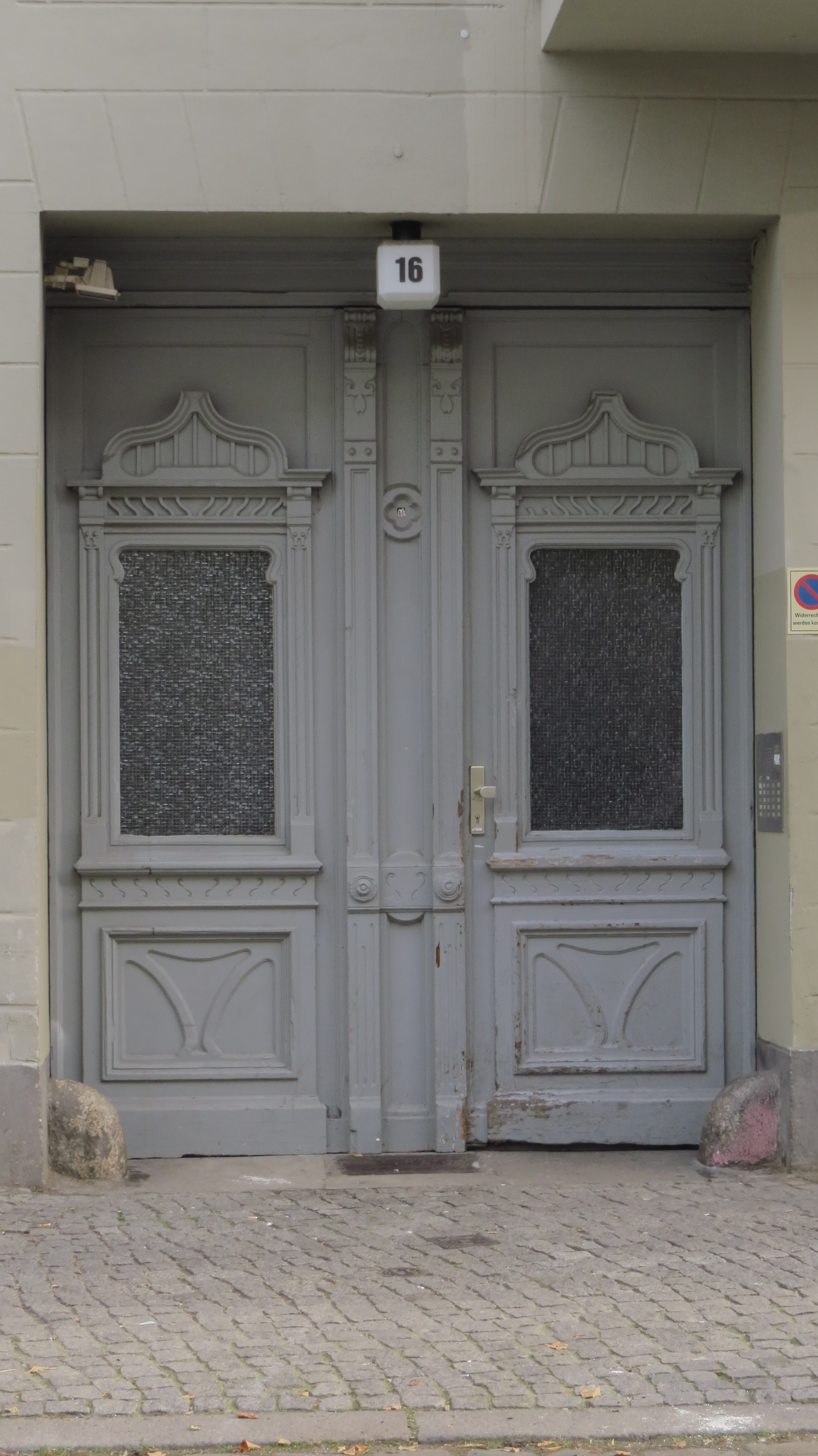
Baudetail

(Lage)

### Mainzer Straße 17
Das achtachsige Mietshaus ließ der Bauherr und Zimmerer Hermann Junge ließ nach Entwurf vom Maurer Guido Mackenzie durch Hermann Hoffmann errichten, das 1897 bezugsfertig geworden ist.
Für die NS-Zeit (1943) sind im Adressbuch folgende Informationen enthalten: Eigentümer des Komplexes ist der Kaufmann D. Hinkfuß, der selbst im Verwaltungsbezirk Prenzlauer Berg wohnte. 44 Bewohnerfamilien sind namentlich genannt
In den 1950er Jahren betrieb hier ein Privatmann auf dem Hof einen Fuhrbetrieb.
Später, zwischen 1969 und 1984 gibt das Fernsprechbuch in diesem Haus einen Elektromeister an.
Der heutige Fassadenputz ist zart cremefarbig und weist weiße bzw. hellgraue Fensterumrahmungen auf. Die mittleren beiden Achsen sind durch Erker über drei Etagen gegenüber der Baulinie vorgezogen, über den Fenstern in der ersten Etage befinden sich Jugendstilelemente in Form von Kopfreliefs auf konischer Fläche.

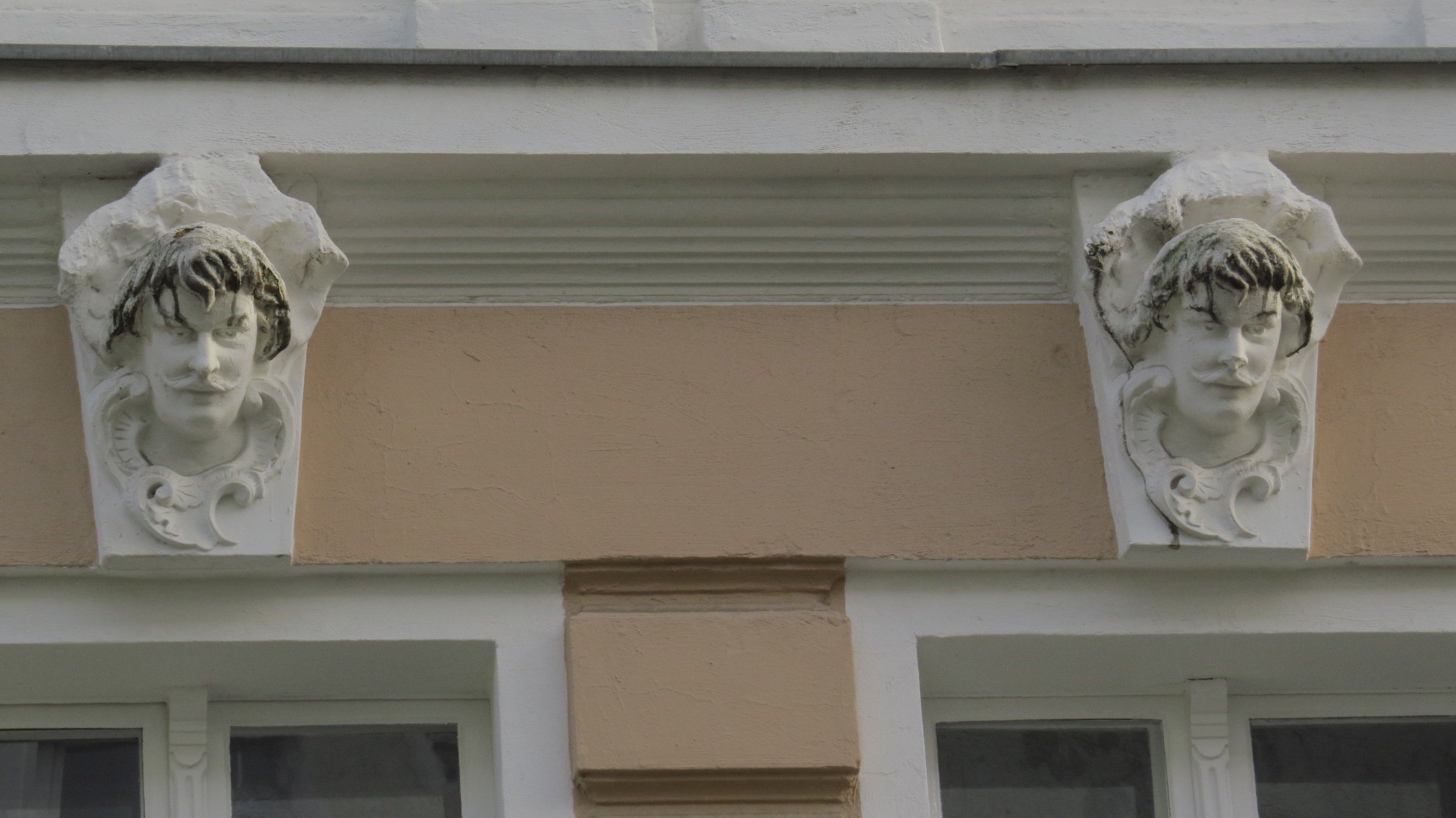
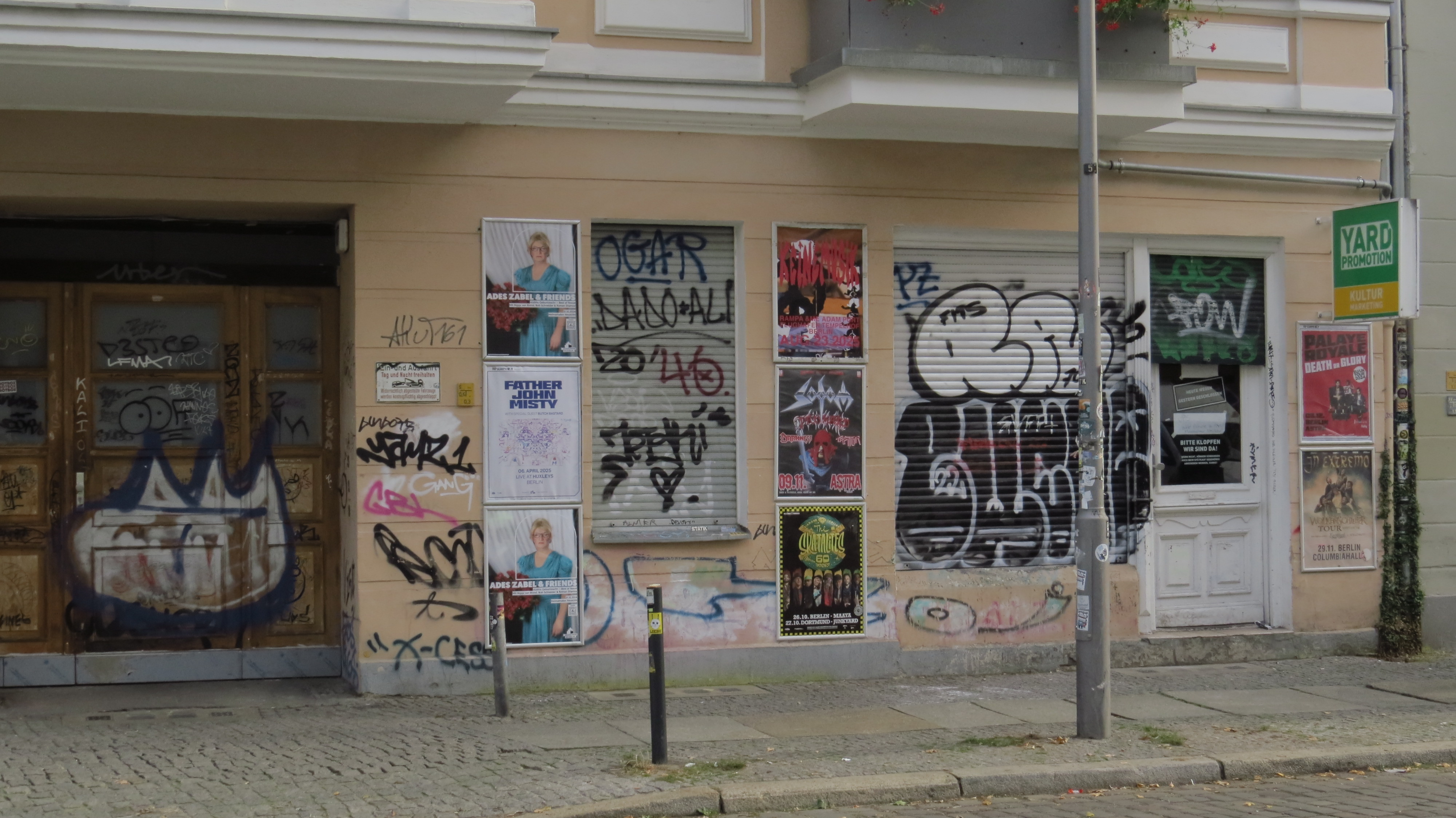
Eingang mit Laden
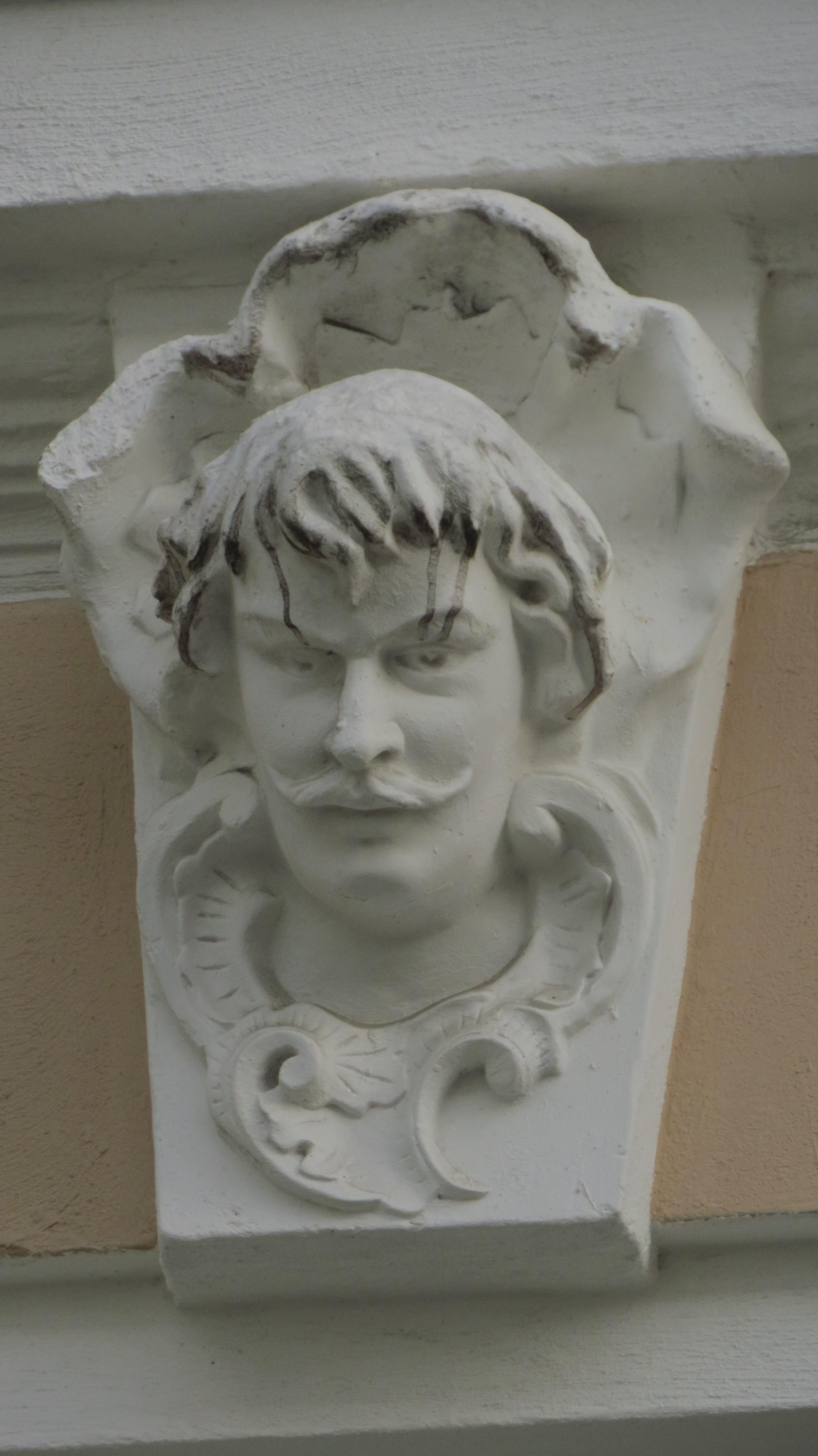

(Lage)

### Mainzer Straße 18
Den Entwurf für das achtachsige Haus lieferte der Maurer W. Steinhoff, als Bauherr fungierte der Zimmerer Carl Lorenz, der den Bau auch leitete und mitarbeitete, die Einweihung erfolgte 1898.
Zusammen mit dem an der Straße gelegenen Wohnhaus baute Lorenz auf der Hofseite Gewerbebauten und einen Pferdestall.
Für die NS-Zeit (1943) enthält das Adressbuch folgende Informationen: Eigentümer sind die Lorenzschen Erben (es ist also als einziger historischer Bau Im Besitz der Bauherren-Familie geblieben). Zudem sind 32 Bewohner genannt, darunter der Witwer G. Luchterhandt.
Im Jahr 1969 nutzte eine Elektrotechnik-Werkstatt Räumlichkeiten in diesem Haus.
1984 befand sich ein Schneidermeister in den Gewerberäumen.

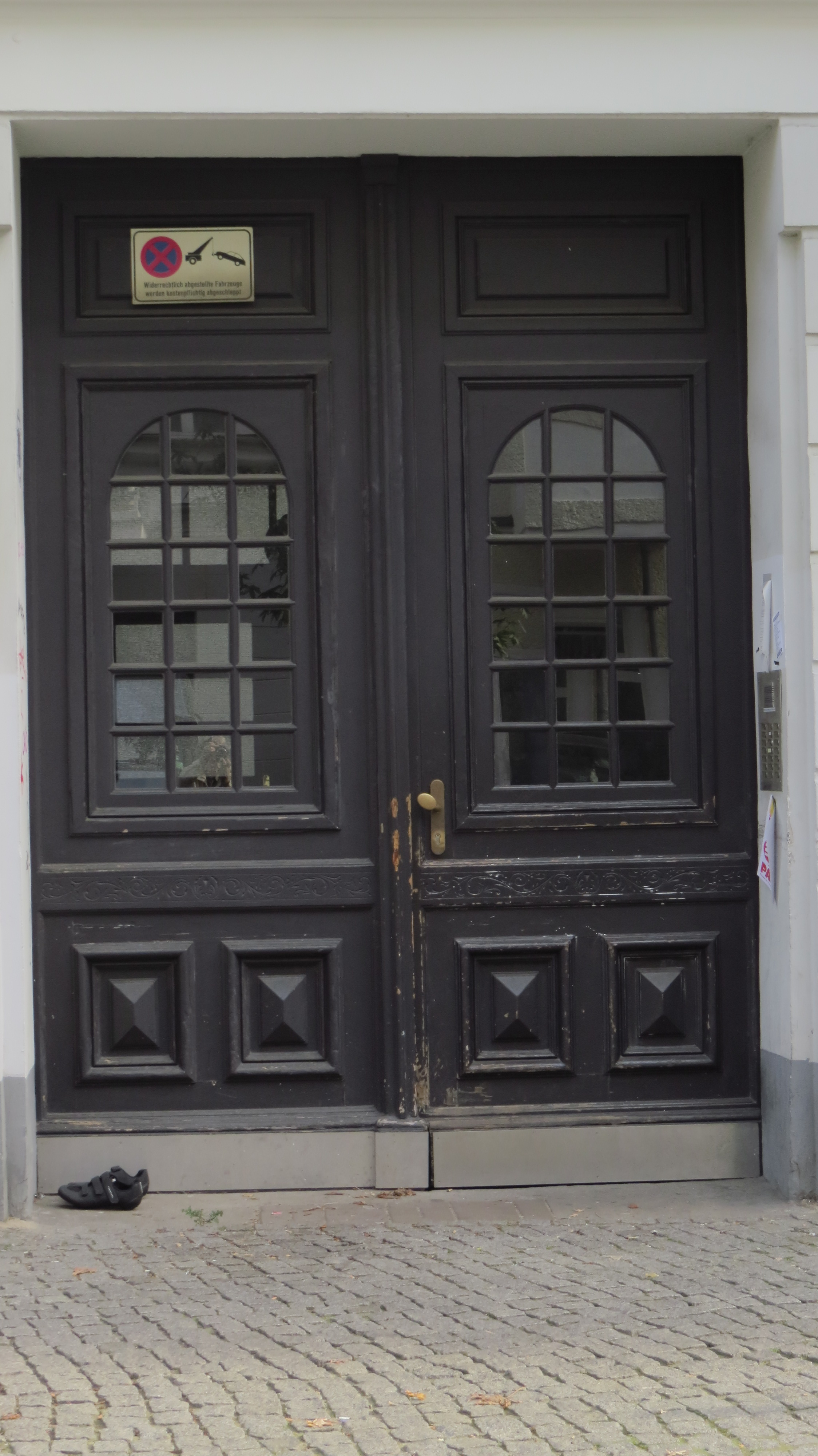
Eingangstür
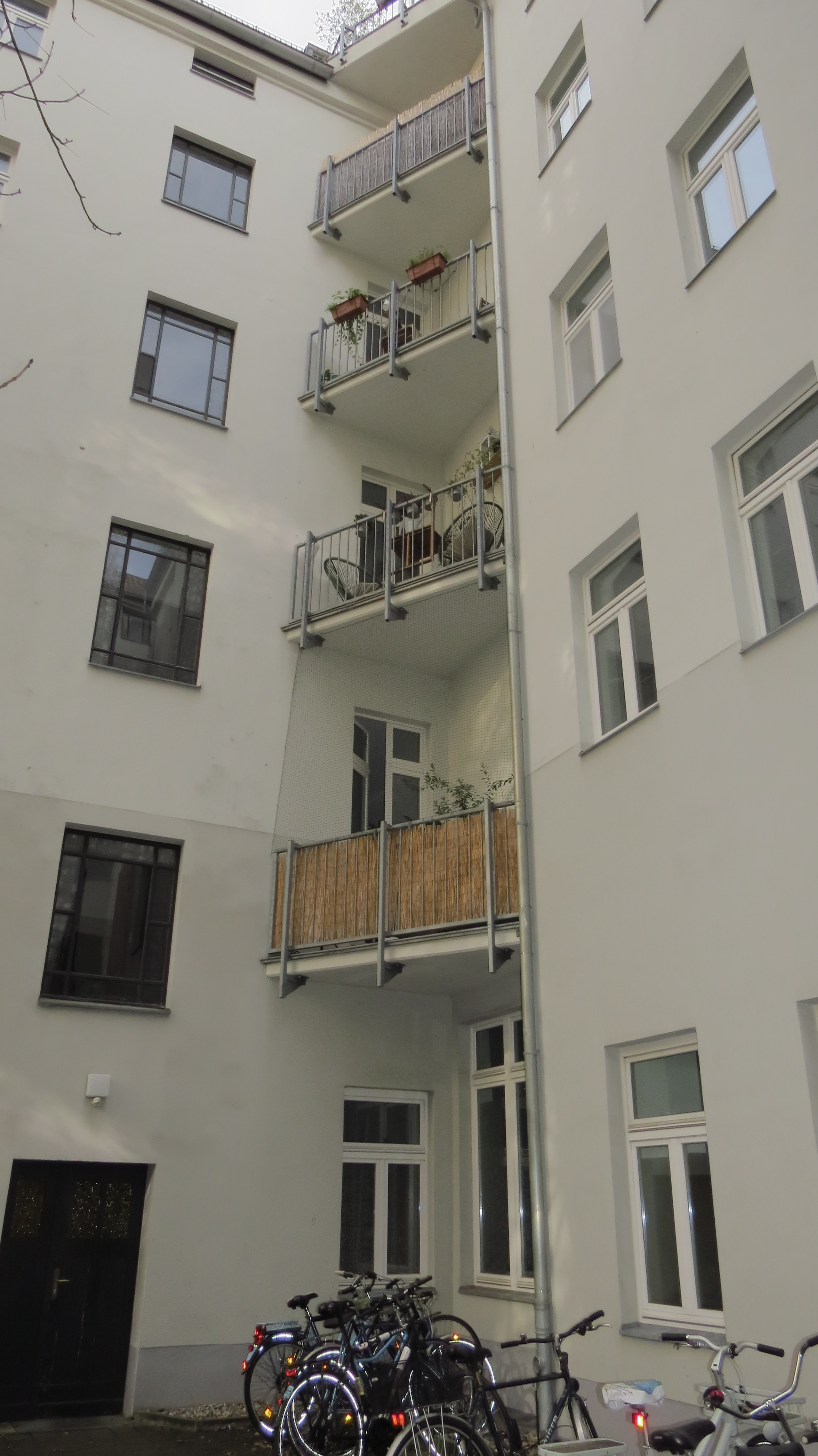
Hofgebäude

Außerdem wurde im 21. Jahrhundert das Dachgeschoss zu einer Wohnung ausgebaut, wovon zwei Dachgauben zeugen.
Aus der Bauzeit ist ein rekonstruierter Laden im Parterre mit einem Verkaufsraum erhalten, daneben auch die originale Eingangstür direkt zum Treppenhaus. Weiter daneben gibt es die Durchfahrt zum Hof. Die genannten Türen aus gebeiztem Holz sind mit Sprossen-Rundfenstern versehen. Eine Stylistin betreibt das Ladengeschäft (Stand 2024).

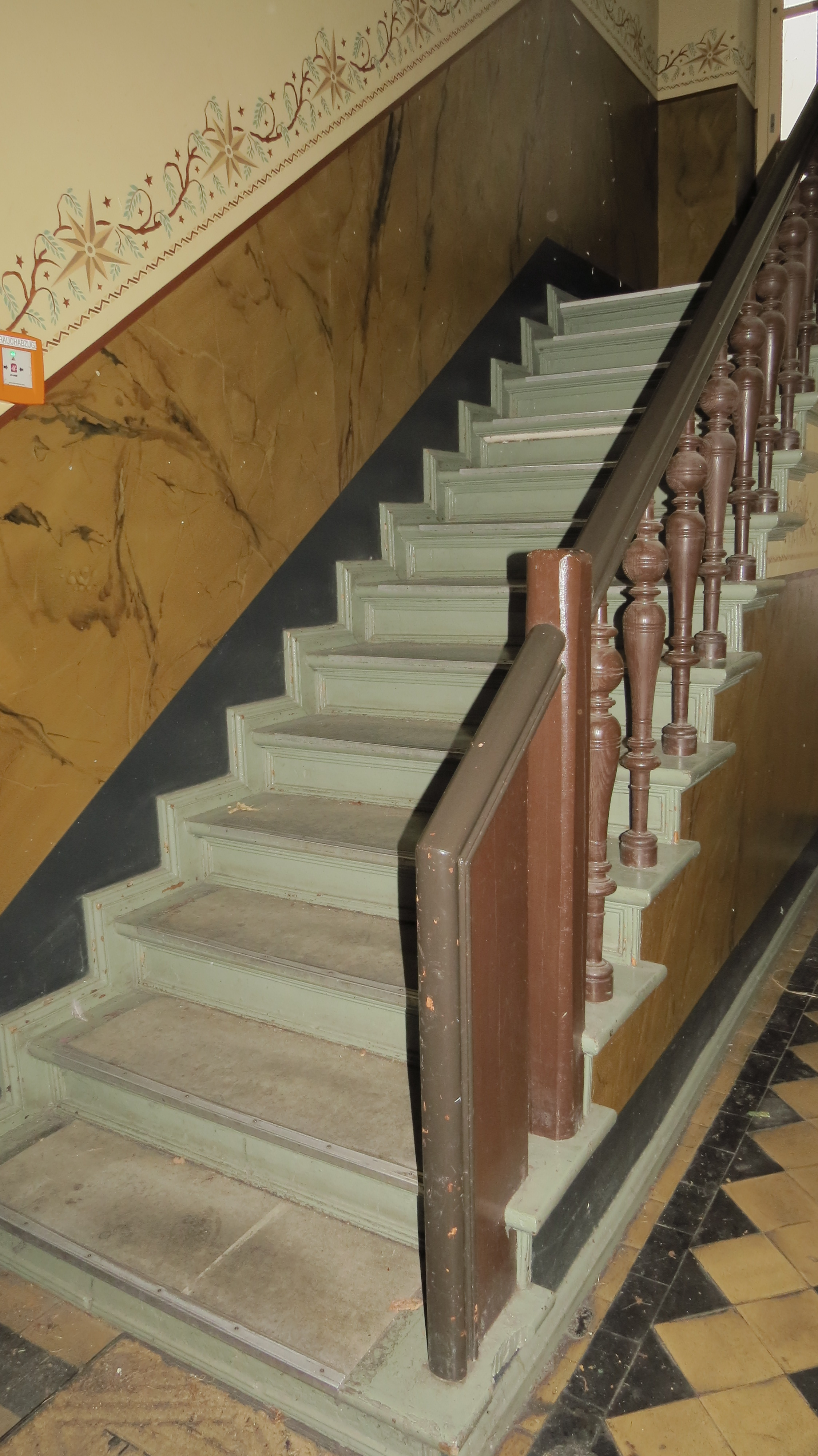
Treppe
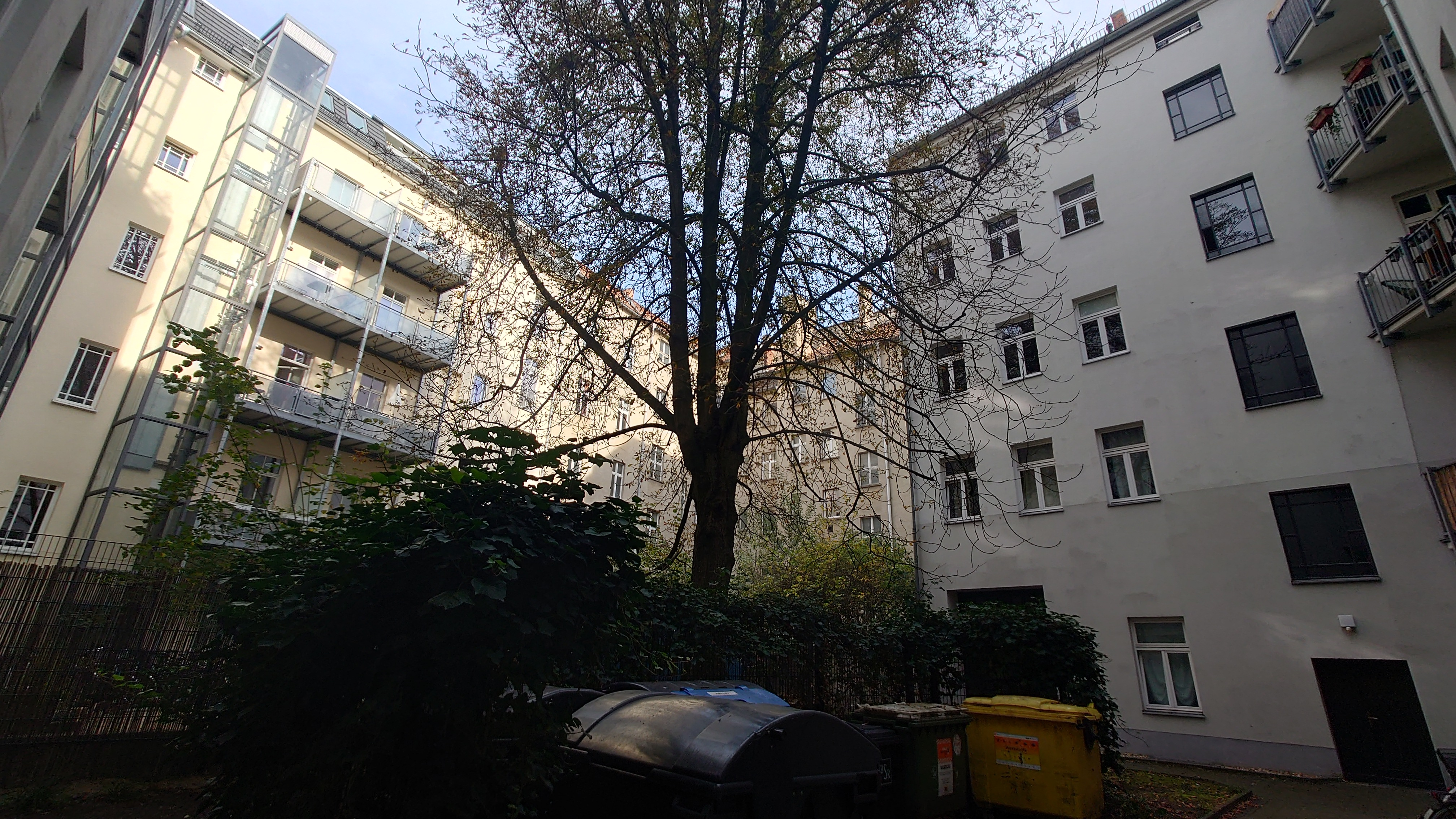
Auf dem Hof zur Nummer 19 hin
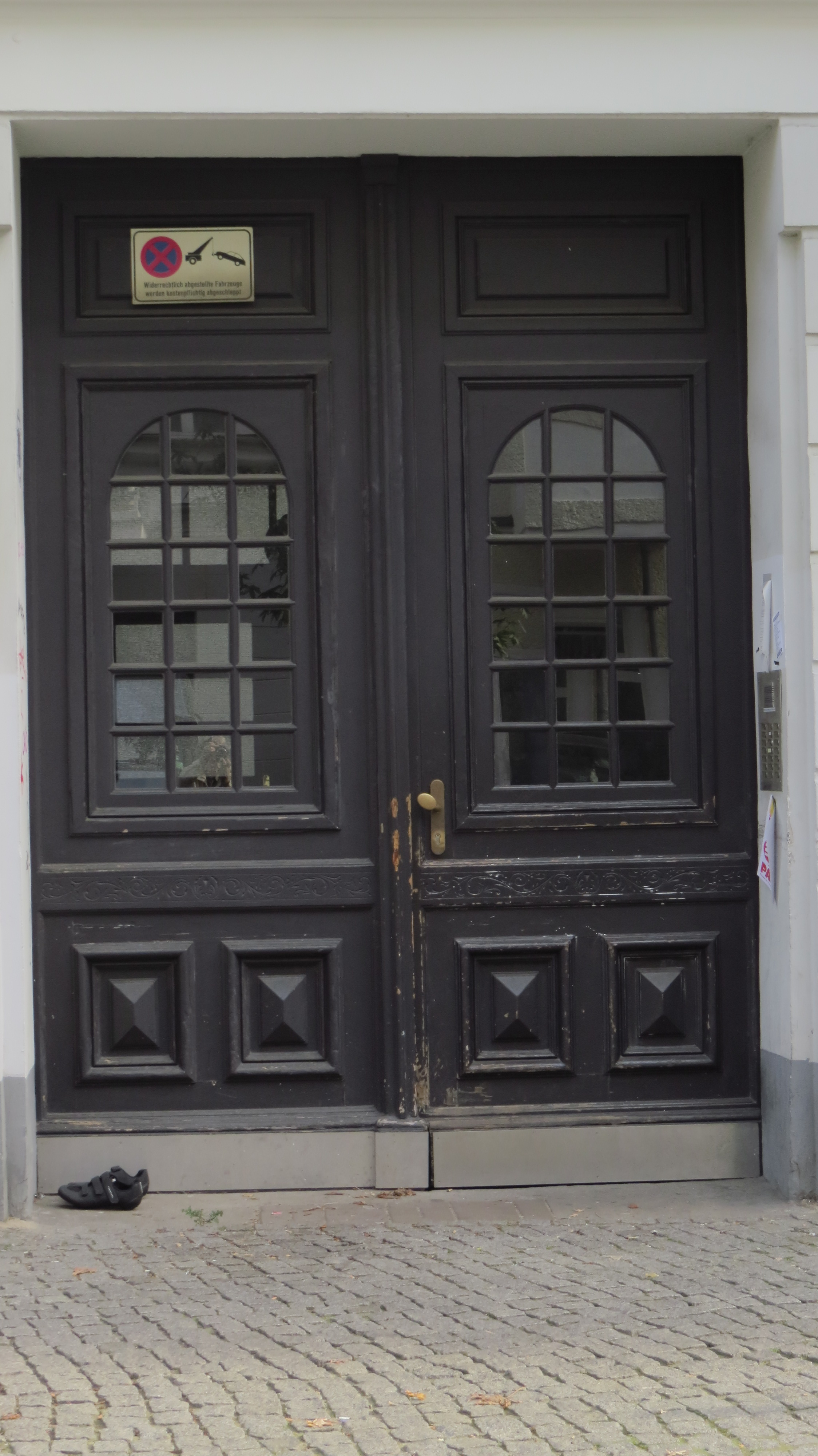
Baudetail, Holztüren mit Glaseinsätzen
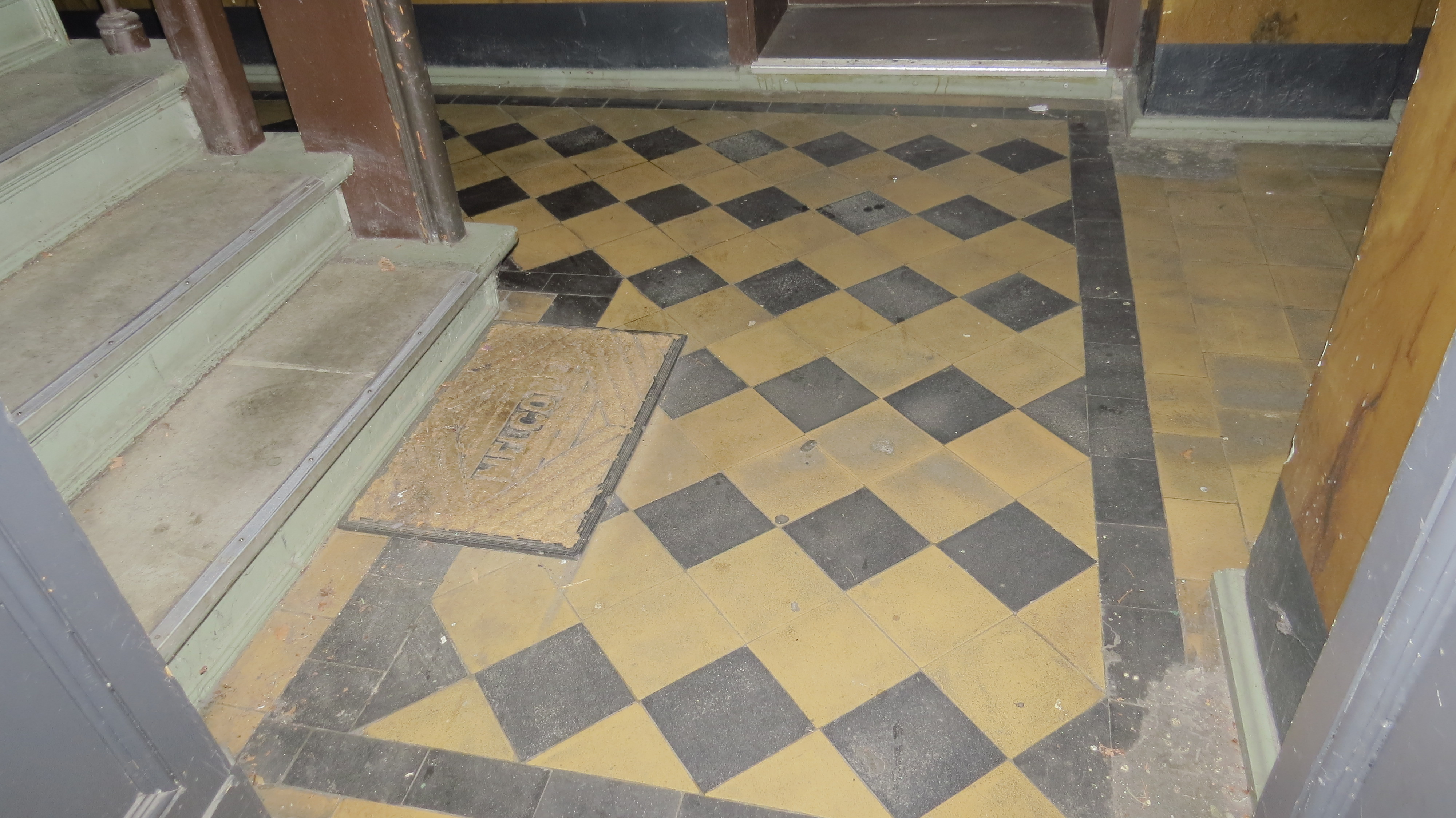
Baudetail Fußbodenfliesen im Treppenhaus
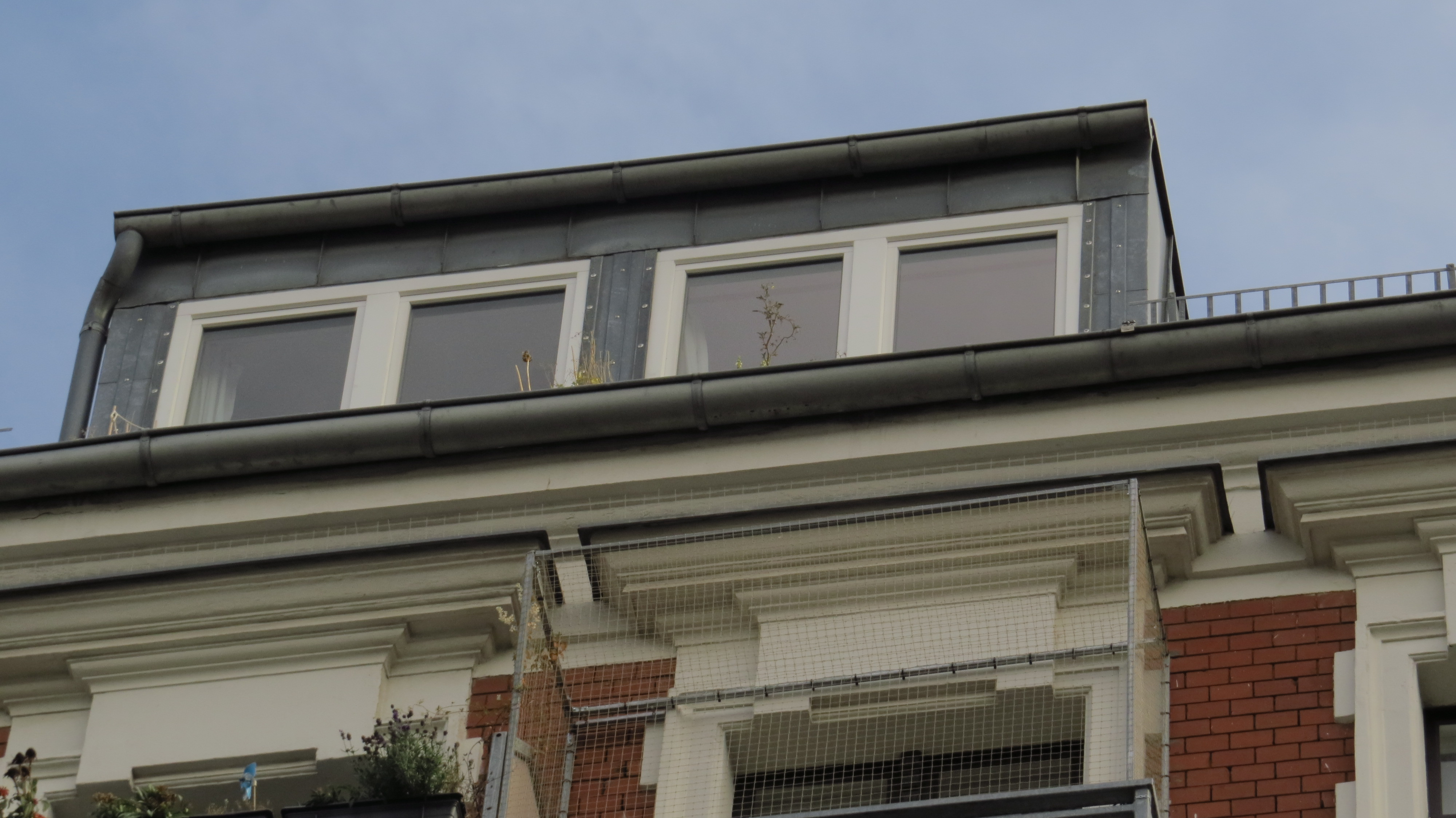
Dachwohnung

Unmittelbar vor dem Haus wurde im 21. Jahrhundert ein Stolperstein für Gertrud Luchterhandt verlegt, die hier gewohnt hat und 1942 „die Flucht in den Tod“ wählte, um einer Deportation zu entgehen; der Ehemann blieb wohnen (siehe oben).
(Lage)

### Mainzer Straße 19

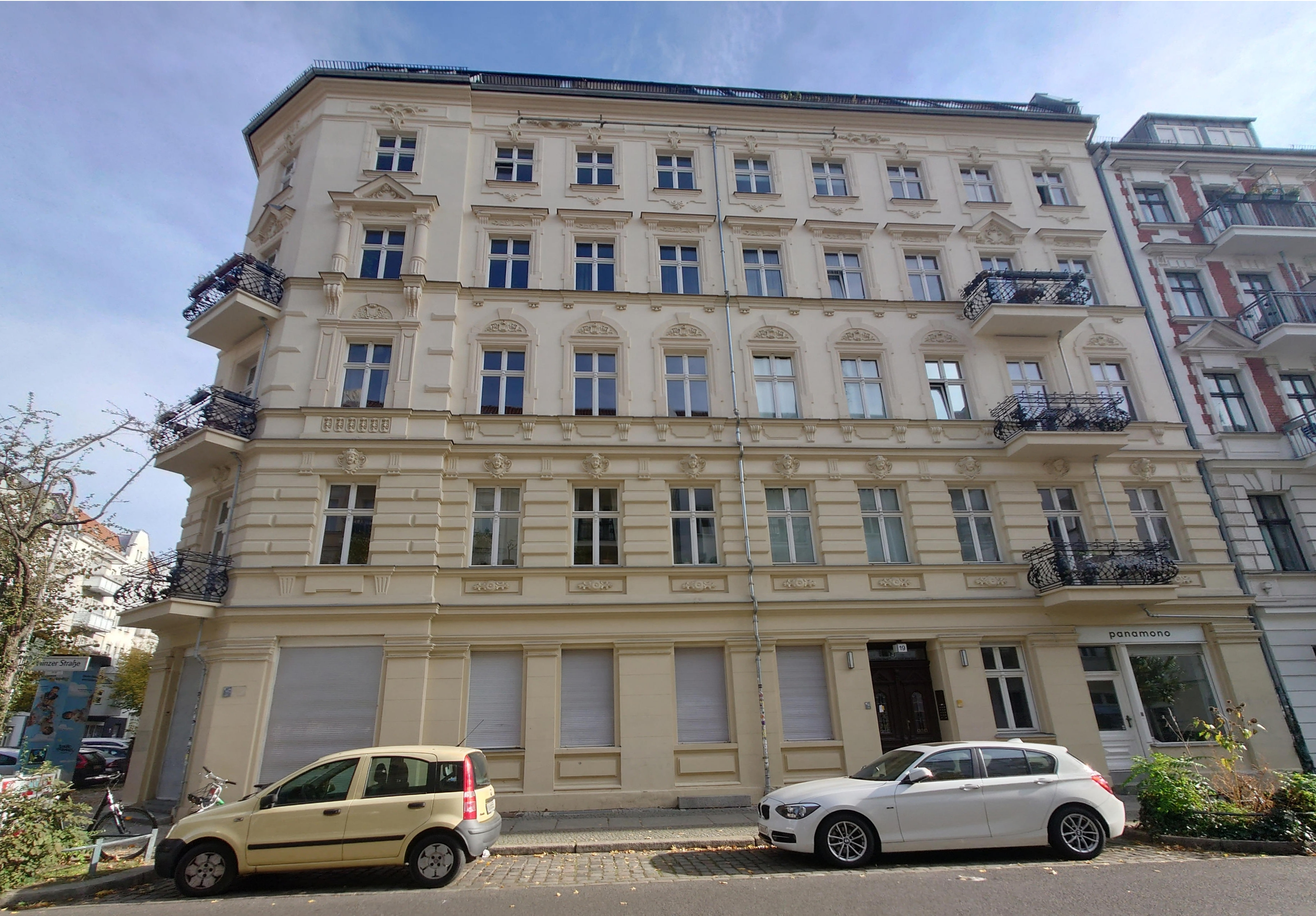
Fassadenseite zur Mainzer Straße

Das Eckhaus mit der Scharnweberstraße 33 verfügt in der Mainzer Straße über neun Achsen, in der Scharnweberstraße sind es 12 Achsen. Architekt war Otto Roeder, Bauherr war der Zimmermann Anton Puzowski, der auch die Bauausführung besorgte.
Für die NS-Zeit (1943) gibt das Adressbuch folgende Informationen: Eigentümer der Immobilie ist der Kaufmann M. Sobietzki und 16 Bewohnerfamilien werden aufgeführt.
Das Fernsprech- und Adressbuch von Ost-Berlin enthält im Jahr 1969 unter dieser Adresse eine Kinderbücherei. Im Jahr 1984 befand sich die Kinderbibliothek noch immer in diesen Räumen.

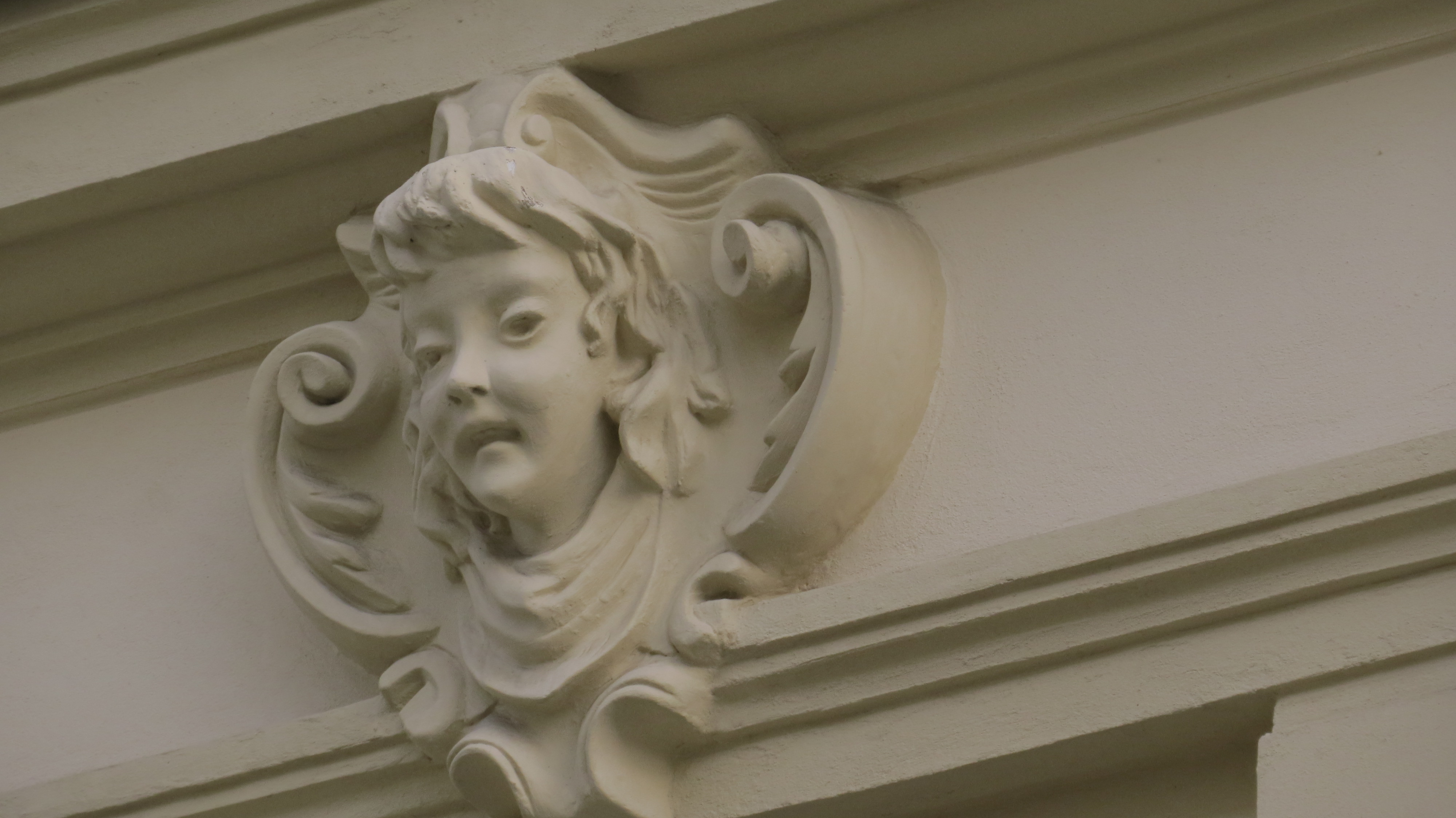
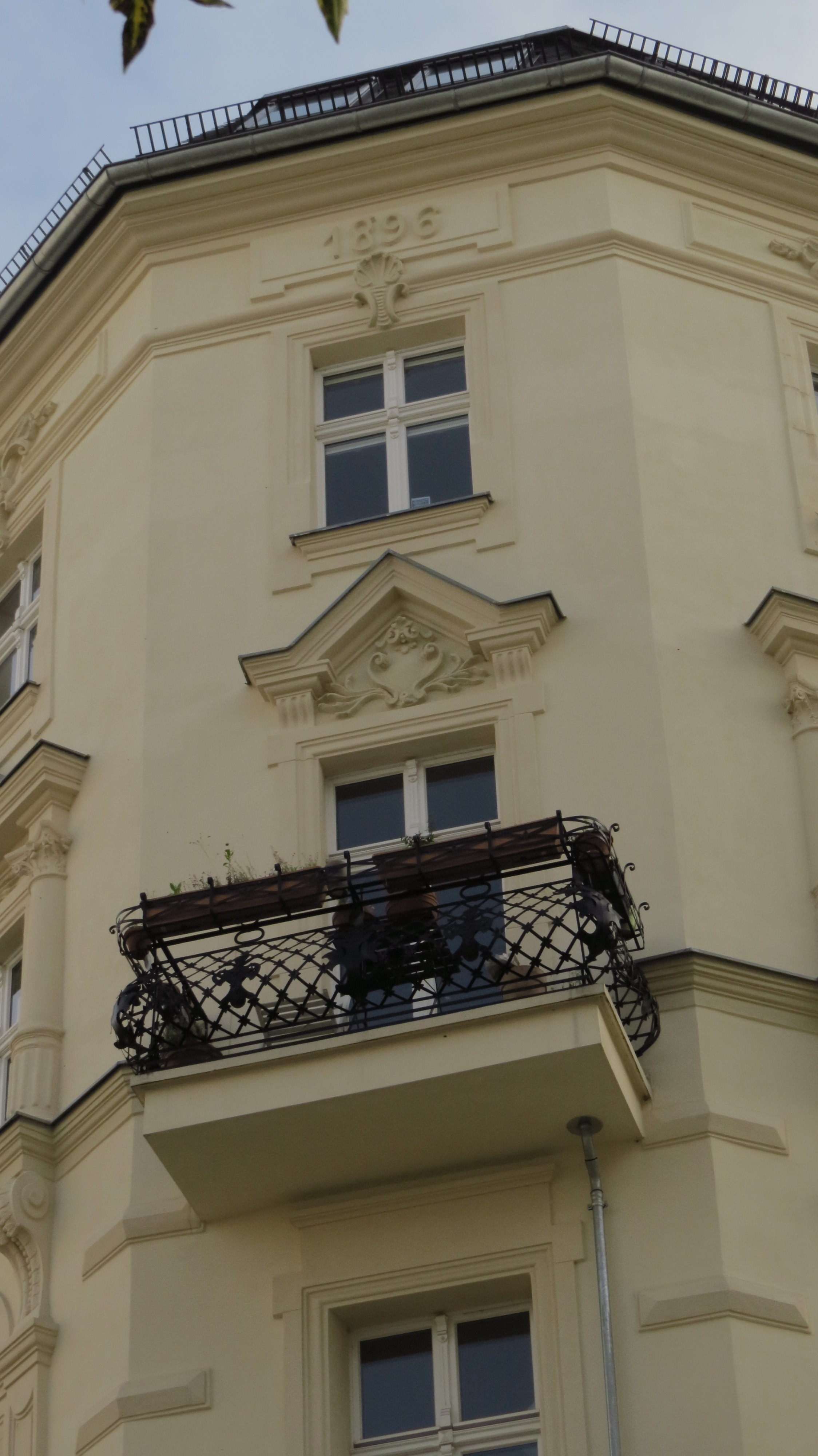
Balkon mit Brüstung
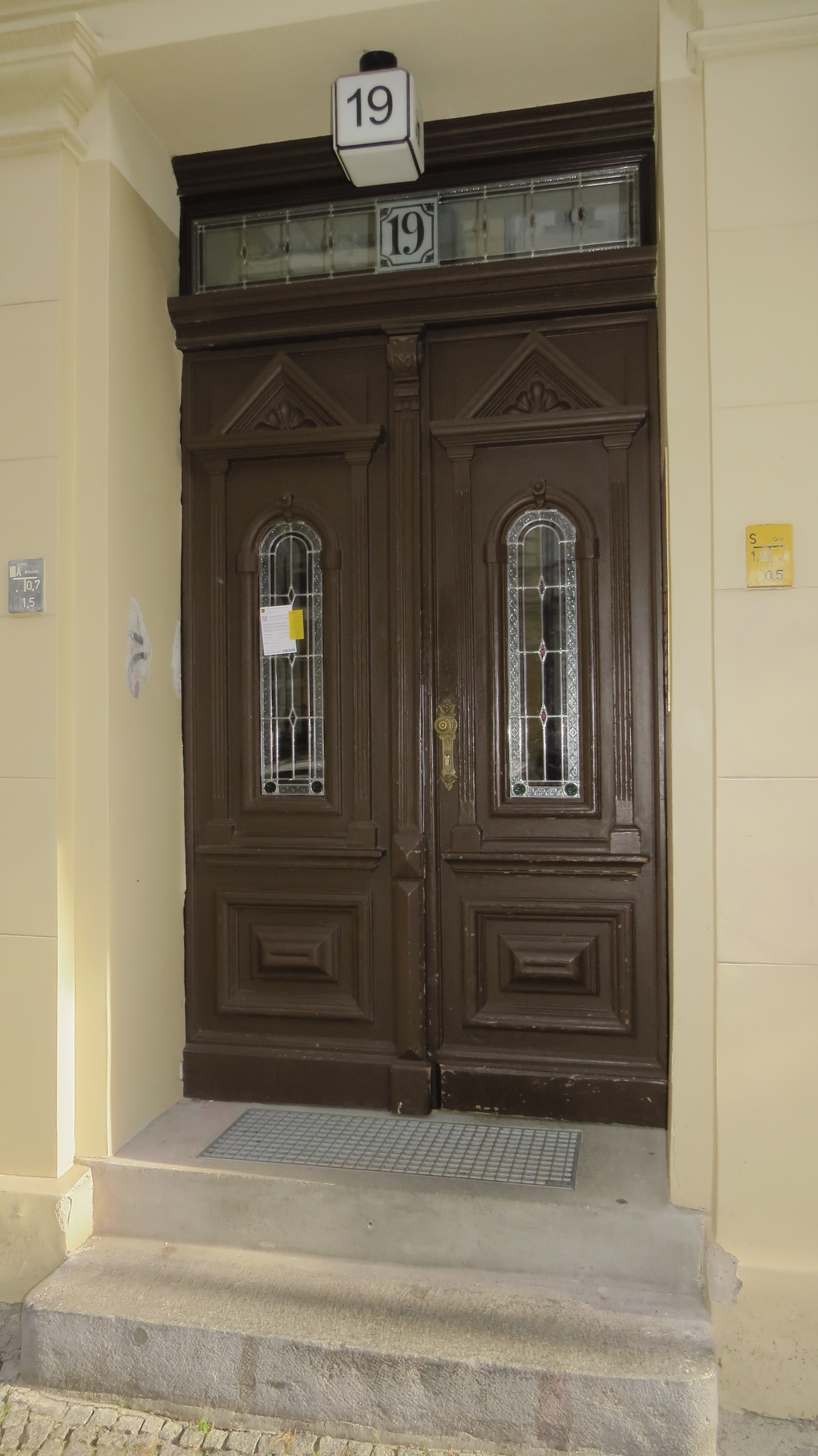
Türdetail
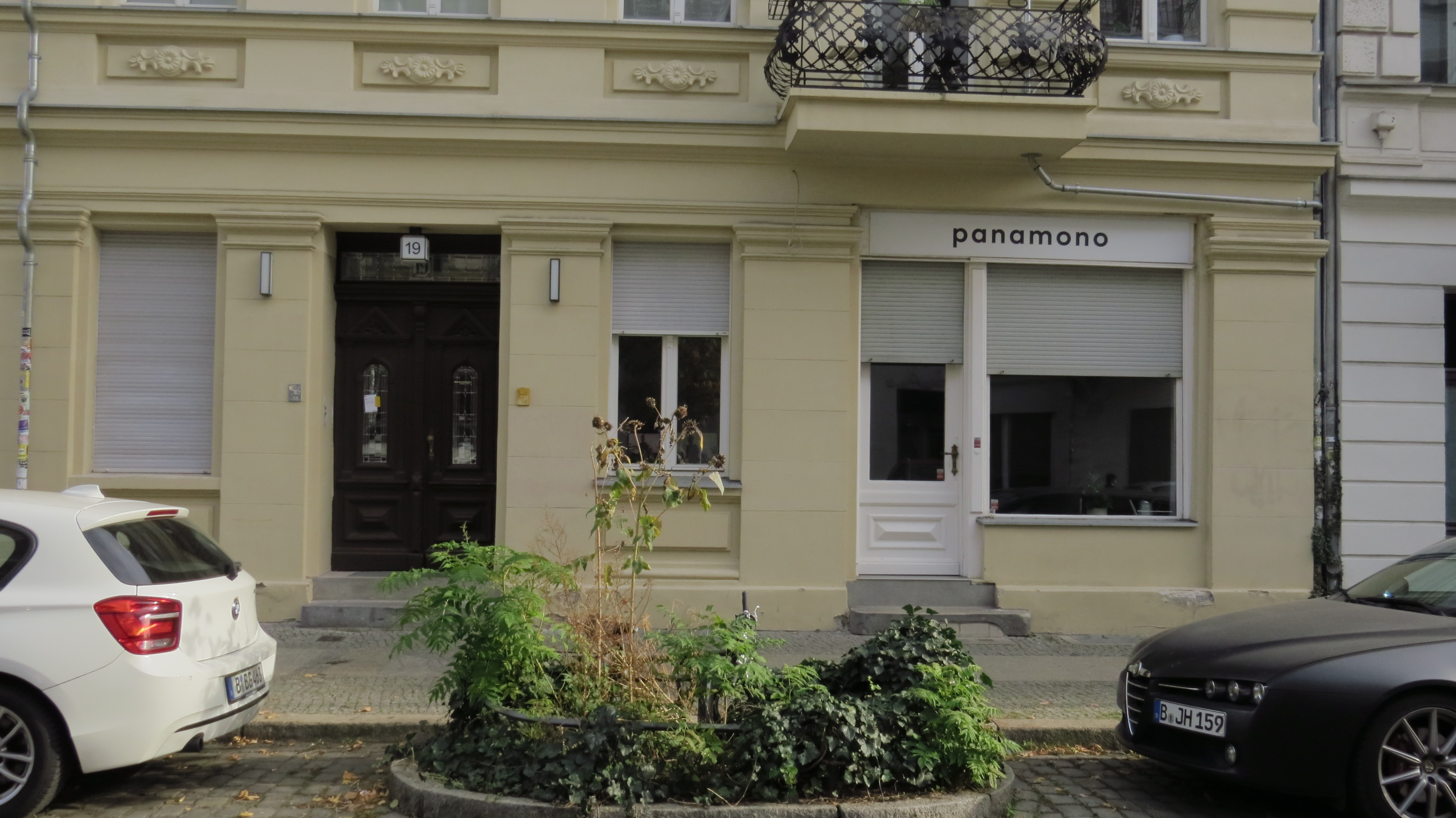
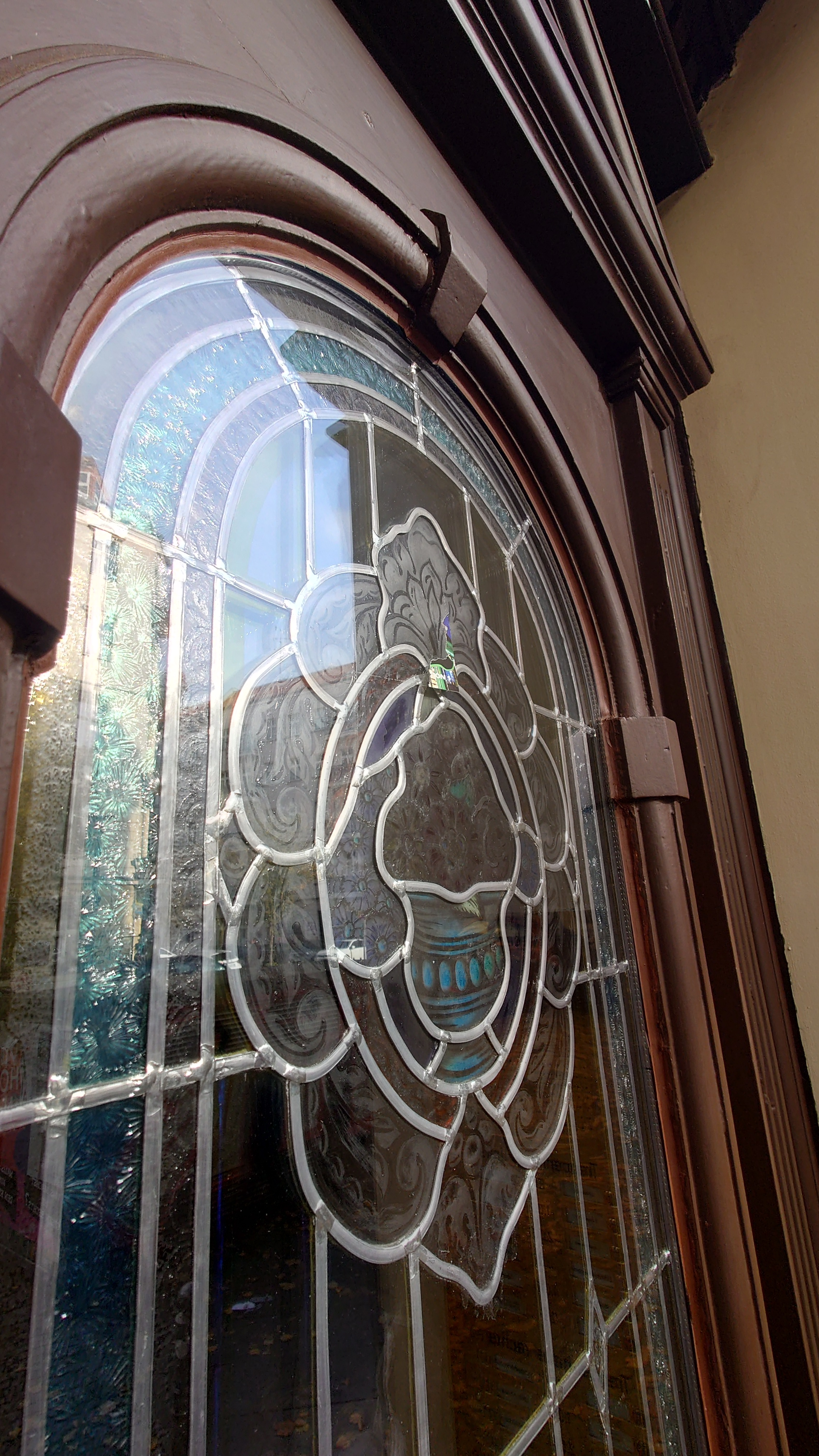

Auch diese Fassade ist schön restauriert, der Putz ist in zartem beige gehalten und alle Etagen zeigen (wieder) Jugendstil-Schmuck in Form von verschieden gestalteten Reliefs und einem quer betonten Mauerwerksstreifen. In dieser Berliner Ecke hat sich in den 2010er Jahren im gesamten Parterrebereich eine soziale Einrichtung (OXxymoron gGmbH) eingerichtet, die mit zahlreichen ausgebildeten Spezialerzieherinnen eine Inklusions-Kita sowie ein Familien- und Bildungszentrum betreibt. In weiteren Räumen des Hauses und in den Nachbargebäuden (bis Scharnweberstraße 27) befindet sich ein Servicezentrum der Wohnungsbaugesellschaft Berlin-Mitte mbH. Bemerkenswert sind auch hier die Balkons auf den Straßenseiten, die mit schmiedeeisernen Brüstungen ausgestattet sind.(Lage)

## Architektur
Alle Bauten folgen dem Baustil der Neorenaissance. Die Fassaden wurden verputzt und mit etwas Stuck im Jugendstil (Ornamentik, symbolische Masken) aufgehübscht. Die Hofbauten entstanden aus gelbem und rotem Sichtbackstein. Die ursprünglichen Hauseingangstüren oder Tore für die Durchfahrt zum Hof waren aus Holz gefertigt, häufig auch mit geschnitzten Ornamenten verziert. Einige sind erhalten oder wurden nachgearbeitet.
Der Häuserblock bekam einheitliche Geschosshöhen und zusammenhängende Traufen. Alle Wohnhäuser sind fünf Etagen hoch; die Etagen werden wie folgt unterschieden: EG=Erdgeschoss, 1. OG=erstes Obergeschoss (bis 4. Obergeschoss) und DG=Dachgeschoss. Die Walmdächer sind mit Dachziegeln gedeckt.